# Rex Mix
Rex Mix es el segundo EP de la banda de rock latino Soda Stereo, lanzado el 29 de noviembre de 1991. Al batir el récord de 14 funciones agotadas en el teatro Gran Rex de la Ciudad de Buenos Aires, surge de estos conciertos Rex Mix (1991), con las mejores versiones en vivo de esas funciones, remixes y una canción nueva: «No necesito verte (Para saberlo)». Grabado por Mariano Lopez en vivo en el Teatro Gran Rex. Mezclado por Mariano Lopez en Supersónico. Veranek mix, krupa mix y candombe mix mezclados por Eduardo Bergallo en Supersónico.

## Lista de canciones

### CD
| N.º   | Título                                            | Autor(es)                       | Duración |  |
| 1.    | «Hombre al agua»                                  | Cerati - Melero                 | 6:39     |  |
| 2.    | «No existes»                                      | Cerati - Bosio                  | 4:31     |  |
| 3.    | «En camino (Viva la patria mix)»                  | Cerati - Alberti - De Sebastián | 6:08     |  |
| 4.    | «No necesito verte (Para saberlo)»                | Cerati - Melero                 | 6:18     |  |
| 5.    | «No necesito verte (Para saberlo) (Krupa mix)»    | Cerati - Melero                 | 5:25     |  |
| 6.    | «En camino (Veranek mix)»                         | Cerati - Alberti - De Sebastián | 6:31     |  |
| 7.    | «No necesito verte (Para saberlo) (Candombe mix)» | Cerati - Melero                 | 5:35     |  |
| 41:17 |                                                   |                                 |          |  |

### Vinilo de 12"
| Lado A |                                  |                                 |          |  |
| N.º    | Título                           | Autor(es)                       | Duración |  |
| 1.     | «Hombre al agua»                 | Cerati - Melero                 | 6:39     |  |
| 2.     | «En camino (Viva la patria mix)» | Cerati - Alberti - De Sebastián | 6:08     |  |
| 12:47  |                                  |                                 |          |  |

| Lado B |                                                |                 |          |  |
| N.º    | Título                                         | Autor(es)       | Duración |  |
| 3.     | «No necesito verte (Para saberlo)»             | Cerati - Melero | 6:18     |  |
| 4.     | «No necesito verte (Para saberlo) (Krupa mix)» | Cerati - Melero | 5:25     |  |
| 11:43  |                                                |                 |          |  |

### Casete
| Lado A |                                  |                                 |          |  |
| N.º    | Título                           | Autor(es)                       | Duración |  |
| 1.     | «Hombre al agua»                 | Cerati - Melero                 | 6:39     |  |
| 2.     | «No existes»                     | Cerati - Bosio                  | 4:31     |  |
| 3.     | «En camino (Viva la patria mix)» | Cerati - Alberti - De Sebastián | 6:08     |  |
| 17:01  |                                  |                                 |          |  |

| Lado B |                                                |                                 |          |  |
| N.º    | Título                                         | Autor(es)                       | Duración |  |
| 4.     | «No necesito verte (Para saberlo)»             | Cerati - Melero                 | 6:18     |  |
| 5.     | «No necesito verte (Para saberlo) (Krupa mix)» | Cerati - Melero                 | 5:25     |  |
| 6.     | «En camino (Veranek mix)»                      | Cerati - Alberti - De Sebastián | 6:41     |  |
| 18:24  |                                                |                                 |          |  |

## Videos musicales
- «No necesito verte (Para saberlo)» (1991)

## Músicos
Soda Stereo
- Gustavo Cerati: Voz y guitarra líder.
- Zeta Bosio: Bajo y coros.
- Charly Alberti: Batería y percusión.